# 2009년 한국프로야구 신인 드래프트
2009년 한국프로야구 신인선수 지명회의는 지역 연고를 바탕으로 한 '1차 지명'과 지역연고에 상관없이 지명하는 '2차 지명'으로 이루어진다. 이 해를 마지막으로 1차 지명이 폐지되었다가, 2014년에 부활하게 된다.

## 1차 지명
- 구단 순서는 2007년 정규시즌 성적순

| 구단          | 소속팀                    | 포지션 | 성명   | 계약금        | 비고                                                |
| ------------- | ------------------------- | ------ | ------ | ------------- | --------------------------------------------------- |
| SK 와이번스   | 인창고등학교              | 투수   | 김태훈 | 1억원         | 2008년 8월 1일 퍼펙트 게임 달성(對부경고, 미추홀기) |
| 두산 베어스   | 덕수고등학교              | 투수   | 성영훈 | 5억 5,000만원 | 2008년 U-18 야구 월드컵 국가대표                    |
| 한화 이글스   | 세광고등학교 - 경성대학교 | 내야수 | 김회성 | 1억원         |                                                     |
| 삼성 라이온즈 | 경북고등학교              | 내야수 | 김상수 | 2억 8,000만원 |                                                     |
| LG 트윈스     | 경기고등학교              | 내야수 | 오지환 | 2억 8,000만원 | 제42회 대통령배 전국고교야구대회에서는 투수로 활동  |
| 히어로즈      | 장충고등학교              | 투수   | 강리호 | 1억 2,000만원 |                                                     |
| 롯데 자이언츠 | 부산고등학교              | 투수   | 오수호 | 1억 8,000만원 |                                                     |
| KIA 타이거즈  | 광주제일고등학교          | 투수   | 정성철 | 2억원         | 2008년 U-18 야구 월드컵 국가대표                    |

## 2차 지명
2009년 프로 야구 신인선수 2차 지명회의는 2008년 8월 18일 오후 2시, 서울특별시 서초구 양재동에 있는 교육문화회관에서 개최되었다. 2차 지명 방식은 지역연고에 관계없이 지명하며 홀수 라운드는 전년도(2007년) 성적의 역순(KIA-롯데-히어로즈-LG-삼성-한화-두산-SK)으로, 짝수 라운드는 전년도 성적의 순으로 각 라운드 당 팀에서 1명씩 최종 9라운드까지 진행된다. 2차 지명 대상자는 고졸 예정자 492명, 대졸 예정자 256명, 상무 2명이었으며, 그중 8.7%였던 65명이 지명되었다.
| 지명 순위 | KIA                  | 롯데                   | 히어로즈               | LG                   | 삼성                     | 한화                   | 두산                   | SK                     |
| --------- | -------------------- | ---------------------- | ---------------------- | -------------------- | ------------------------ | ---------------------- | ---------------------- | ---------------------- |
| 1         | 안치홍 (서울고,내야) | 진명호 (효천고,투수)   | 장영석 (부천고,내야)   | 한희 (군산상고,투수) | 박민규 (경남고,투수)     | 구본범 (원광대,투수)   | 허경민 (광주일고,내야) | 박현준 (경희대,투수)   |
| 2         | 정용운 (충암고,투수) | 양종민 (덕수고,내야)   | 고원준 (천안북일,투수) | 최동환 (경동고,투수) | 정형식 (진흥고,외야)     | 허유강 (성균관대,투수) | 박건우 (서울고,외야)   | 박상현 (진흥고,내야)   |
| 3         | 손정훈 (경희대,내야) | 허준혁 (휘문고,투수)   | 박동원 (개성고,포수)   | 강지광 (인천고,투수) | 정인욱 (대구고,투수)     | 장민제 (광주일고,투수) | 조승수 (휘문고,투수)   | 윤석주 (야탑고,투수)   |
| 4         | 박상혁 (마산고,투수) | 민경수 (동아대,투수)   | 박헌도 (경성대,외야)   | 최성민 (서울고,투수) | 배영섭 (동국대,외야)     | 박성호 (고려대,투수)   | 배상현 (덕수고,내야)   | 김정남 (성균관대,포수) |
| 5         | 양동일 (경희대,투수) | 서성민 (구미전공,투수) | 김지수 (동국대,내야)   | 정주현 (대구고,내야) | 양지훈 (한일장신대,투수) | 황재규 (성균관대,투수) | 정수빈 (유신고,외야)   | 여건욱 (고려대,투수)   |
| 6         | 윤효섭 (동성고,외야) | 권영준 (고려대,내야)   | 전인환 (서울고,투수)   | 변시영 (대불대,투수) | 임익현 (동성고,투수)     | 김강석 (경성대,내야)   | 유희관 (중앙대,투수)   | 김상록 (중앙대,투수)   |
| 7         | 유승룡 (동아대,내야) | 김진영 (충암고,내야)   | 김종문 (경기고,내야)   | 문선재 (동성고,내야) | 오정복 (인하대,외야)     |                        | 김진형 (선린인고,내야) | 류기훈 (제물포고,외야) |
| 8         | 유휘봉 (화순고,외야) | 김진솔 (경남고,외야)   | 곽동성 (대불대,투수)   | 안우주 (화순고,투수) | 최천수 (성남고,포수)     |                        | 민정후 (덕수고,외야)   |                        |
| 9         | 장태성 (계명대,내야) |                        | 위대한 (연세대,내야)   | 임경모 (경기고,외야) | 이성훈 (상원고,투수)     |                        |                        |                        |

※'ㄹ'자 방식으로 지명 순서를 정함.

## 참조
1. ↑  누구를 왜 뽑았나, 전면 드래프트 앞둔 프로야구 2차 지명[깨진 링크(과거 내용 찾기)] 《스포츠 2.0》 2008년 9월 8일 작성
2. ↑  고려대학교 진학
3. ↑  동아대학교 진학
4. ↑  경희대학교 진학
5. ↑  전 SK 와이번스 투수 위대한과 동명이인
6. ↑  고려대학교 진학